# الفرقة الثالثة الخفيفة (الفيرماخت)
الفرقة الثالثة الخفيفة (الموصوف في بعض الأحيان باسم Light Mechanized أو بانزر الخفيفة لتمييزها عن فرق المشاة الخفيفة اللاحقة) تم تشكيلها في نوفمبر 1938.  في عام 1939 قاتلت في غزو بولندا. في 4 سبتمبر 1939، دخل جنود من الفرقة إلى منطقة كاتوفيتشي حيث واجهوا مقاومة من السكان البولنديين المحليين. انتقامًا من جمع 80 من أسرى الحرب البولنديين في ساحة Kosciuszko من قبل الجنود الألمان وإعدامهم. 
بسبب أوجه القصور التي كشفت عنها الحملة في تنظيم الفرق الخفيفة، أعيد تنظيمها كفرقة بانزر الثامنة في أكتوبر 1939.

## قائمة المراجع
- Tessin, Georg (1965). Die Landstreitkräfte 1–5 [Ground forces 1–5] (بالألمانية). Frankfurt/Main: E.S. Mittler. p. 175. {{استشهاد بكتاب}}: |عمل= تُجوهل (help)